# Agrodiaetus refulgens
Agrodiaetus refulgens är en fjärilsart som beskrevs av Grum-grshimailo. Agrodiaetus refulgens ingår i släktet Agrodiaetus och familjen juvelvingar. Inga underarter finns listade i Catalogue of Life.